# 아지마 슌지로
아지마 슌지로(安島 俊次郎, 1829년~1869년 2월)는 막말의 지사. 가계는 미토번 무사 아지마씨. 미토 번 낭인 지사에 의한 이이 나오스케 암살에 분주했다.
미토 번 무사, 아지마 보의 아들로 태어나 어린 시절부터 의술을 배워 뒤이어 후지타 도우코의 문에 들어갔다고 한다. 1858년에 일어난 안세이 대옥에 의해 전 번주 도쿠가와 나리아키는 칩거, 번주 도쿠가와 요시아쓰의 재계를 시작으로 가로 아지마타 데와키는 할복하였고 많은 번의 무사들도 참수에 처해지게 되어 미토 번 내에서는 번을 탄압한 이이 나오스케에 대한 불만이 점점 높아져 갔다. 번 내부에서는 은밀히 이이 나오스케의 암살을 시도한 사람 중에 가토기 쇼조가 있는데, 조카인 아지마 슌지로에게 은밀히 히코네 번 저택에 입주할 수 있도록 친밀한 사이인 미쓰이 구니조에게서 협력을 얻어 시모쓰케노쿠니 우쓰노미야시의 마을 의사 타나미 도우세쓰의 혈연자라고 하는 걸로 하여 슌지로는 타나미의 히데조로 이름을 바꾸게 된다.
7월, 구니조의 연줄에 인해 히데조를 번의 저택 중 저택의 문턱에 살게 되어, 이이 씨 다도가,스님 의 딸의 배우자 안조 세이카이의 딸의 데릴사위로 들어가는 것이 성공했다. 안세이 대옥으로 인해 구니조는 신관 옆에서 돈 빌리는 일을 하여, 히코네 번 무사 중에서도 그에게서 돈을 빌리는 사람이 있었는데, 구니조에게서 빌렸다 라고 전해진다.
아지마 슌지로는 삭발하여 안도 슈사이로 이름을 바꿔, 8월에는 양부 안도 세이카이의 뒤를 이어, 사쿠라다 문 밖에 있는 히코네 번 의 저택에 출사하여, 히코네 번 내의 정세를 살폈다. 그 사이, 슌지로는 은밀하게 발각되지 않도록 평범한 복장을 하였고 자신의 숙모가 큰 부자에 유복하다고 소문을 퍼트려, 히코네 번의 동료를 유혹해 요시와라에도 놀러가는 등 경계를 풀도록 힘썼다.
그 노력으로, 슌지로는 히코네 번 저택을 보고 베낀 지도나 번 저택의 경비상황을 서면에다가 밀서로 하여 가토기 쇼조의 아내를 연락망으로 하여 동지에게 그 밀서를 전했다. 하지만, 본래 미토 사투리가 히코네 번의 경계를 높여 1859년 2월 미쓰이 구니조의 안내로, 부인에게 많은 돈을 주어 인연을 끊고, 아지마가를 떠났다고 한다. 아지마가를 떠난뒤, 아지마 슌지로는 카지야마 슈사이라고 개명하여, 요코하마에서 건어물 가게를 열어 상인으로 위장하여, 히코네 번에서의 추격자를 피했다고 한다.
1860년 3월 3일, 사쿠라다 문밖의 변이 발생. 미토 번 낭인 무사나, 사쓰마번의 낭인 무사들이 이이 나오스케를 습격하여 암살한다. 문밖에서의 습격에 이르게 된 경위는, 슌지로의 정보에 의한 히코네 번 저택의 경비가 지극히 엄중한 점에서 이이 나오스케의 에도 성 등성의 기회를 노리는 것에 의해서라고 한다. 이이 나오스케의 암살이 성취된 뒤, 슌지로는 점차 경계를 풀어 1862년에 이르러 요코하마로 갔다고 전해진다.
그 뒤, 고산쿄 히토쓰바시 도쿠가와가의 당주였던 도쿠가와 요시노부를 섬겨, 군제조역부하를 명받는다. 요시노부가 쇼군이 된 뒤에도 히토쓰바시가를 섬겼다. 1869년 2월 41세의 나이로 사망했다.